# 라이언자산운용
라이언자산운용는 대한한국의 자산운용사로 자산운용 및 금융 자산관리를 전문으로 한다. 김윤회와 진종언이 대표이사로 재직 중이며, 본사는 서울 영등포구 여의도에 위치해 있다. 매출액은 약 111억 원이다.

## 역사
2018년 7월에 설립되었다.

## 사업
전문사모 집합투자, 대체투자, 주식운용, 파생상품

## 투자기업
- 스튜디오삼익[2]
- 티빙[3]
- 달바글로벌[4]
- LS머트리얼즈[5]
- 제이오[6]
- 원스토어[7]
- 신도기연

## 참고문헌
1. ↑  권수현, 자산운용사 4개사, 금투협 정회원 신규 가입, 연합뉴스, 2019-02-12
2. ↑  김경택, 스튜디오삼익 "기관투자자, 자발적 주식 인출 제한 결정", 뉴시스, 2022.11.04
3. ↑  조윤희, 신생 라이언운용, 티빙 투자 뛰어든다…`티빙 투자 SPC`에 630억 투자, 매일경제, 2022-05-19
4. ↑  구혜린, 라이언운용, 코스닥 입성 임박 '달바' 투자, 더벨, 2024-09-25
5. ↑  윤종학, 라이언운용, LS머트리얼즈 투자 성과 '잭팟', 더벨, 2024-06-25
6. ↑  윤종학, 라이언운용, 2차전지 소재기업 투자 성과 '잭팟', 더벨, 2024-05-24
7. ↑  김시목, '비상장 투자 발군' 라이언운용, 속속 잭팟 예고, 더벨, 2021-12-27